# 7 Seconds
7 Seconds va ser una banda nord-americana de hardcore punk originària de Reno, Nevada. Formada el 17 de gener de 1980 per dos grups de germans: els Marvelli (Kevin Seconds i Steve Youth) i els Borghino (Tom Munist i Dim Menace). La banda tingué nombrosos canvis en la seva formació a excepció dels germans Marvelli. El 1981, els germans Borghino van formar el grup Section 8. La darrera formació estigué composta per Kevin Seconds (veu), Steve Youth (baix), Troy Mowat (bateria) i Bobby Adams (guitarra).

## Gènere i influència
7 Seconds fou associada al moviment straight edge i impulsors de la subcultura Youth Crew amb l'àlbum The Crew de 1984.
Es creu que 7 Seconds fou la primera banda en definir-se a si mateixa com «hardcore». Després del seu primer concert, el 2 de març de 1980, van descriure la seva banda com hardcore new wave. La cara de pomes agres de Dim Menace en la portada de l'EP Skins, Brains & Guts és una de les imatges icòniques del hardcore. Sacramento News & Review explica que la banda va tenir influència en el moviment positive hardcore i un efecte virtuós en la cultura punk.

## Discografia
Maquetes
- Drastic Measures (1980)[6]
- Socially Fucked Up (1981)
- Three Chord Politics (1981)

EP
- Skins, Brains and Guts (Alternative Tentacles, 1982)
- Committed For Life (Squirtdown, 1983)
- Blasts From the Past (Positive Force, 1985)
- Praise (Positive Force/BYO, 1986)
- 1980 Reissue (Official Bootleg, 1991)
- Happy Rain/Naked (Eating Blur, 1993)
- Split With Kill Your Idols (SideOneDummy, 2004)

Àlbums d'estudi
- United We Stand (1983, reanomenat Old School, Headhunter Records/Cargo Records, 1991)
- The Crew (BYO Records, 1984)
- Walk Together, Rock Together (Positive Force/BYO, 1985)
- New Wind (Positive Force/BYO, 1986)
- Live! One Plus One (Positive Force/Giant, 1987)
- Ourselves (Restless Records, 1988)
- Soulforce Revolution (Restless Records, 1989)
- Out the Shizzy (Headhunter/Cargo, 1993)
- alt.music.hardcore (Headhunter/Cargo, 1995)
- The Music, The Message (Sony/BMI, 1995)
- Good To Go (SideOneDummy, 1999)
- Scream Real Loud... Live! (SideOneDummy, 2000)
- Take It Back, Take It On, Take It Over! (SideOneDummy, 2005)
- Leave A Light On (Rise Records, 2014)

Aparicions en recopilatoris
- Not So Quiet On The Western Front (MRR/Alternative Tentacles, 1982)
- We Got Power: Party Or Go Home (Mystic, 1983)
- Something To Believe In (BYO Records, 1984)
- Nuke Your Dink (Positive Force, 1984)
- Cleanse The Bacteri (Pusmort, 1985)
- Another Shot For Bracken (Positive Force, 1986)
- Four Bands That Could Change The World (Gasatanka, 1987)
- Flipside Vinyl Fanzine Vol.3 (Flipside, 1987)
- Human Polity (One World Communications, 1993)
- The Song Retains The Name Vol.2 (Safe House, 1993)
- Ten Years Later (Bossa Nova, 1997)
- Short Music For Short People (Fat Wreck Chords, 1999)
- Old School Punk Vol.1 (Walk Together, Rock Together)